# Hemicyrthus gutierrezi
Hemicyrthus gutierrezi är en skalbaggsart som beskrevs av Roger Paul Dechambre 1982. Hemicyrthus gutierrezi ingår i släktet Hemicyrthus och familjen Dynastidae.
Artens utbredningsområde är Nya Kaledonien. Inga underarter finns listade i Catalogue of Life.